# 九条山駅
九条山駅（くじょうやまえき）は、かつて京都府京都市山科区にあった京阪電気鉄道京津線の停留場である。
1997年（平成9年）の京都市営地下鉄東西線開業に伴い、京津線京津三条 - 御陵間と共に廃止された。

## 歴史

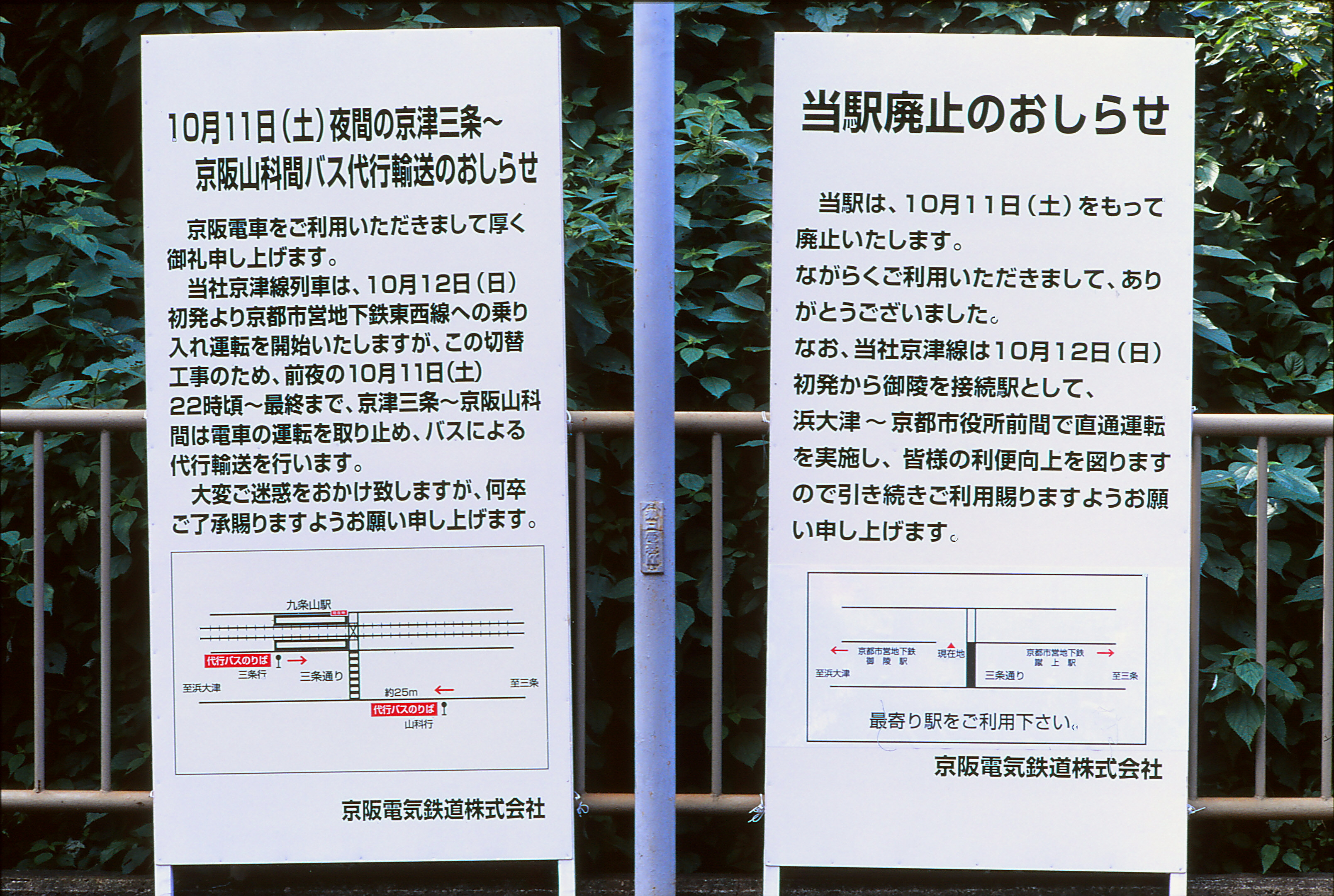
駅廃止と最終日夜間代行バスの案内看板（1997年10月）

- 1936年（昭和11年）6月25日：天文台下駅として開設[1]。
- 1943年（昭和18年）4月15日：九条山駅に改称[1]。
- 1997年（平成9年）10月12日：京津線京津三条 - 御陵間廃線に伴い廃止[1]。

## 停留場構造
相対式ホーム2面2線を有する停留場であり、ホームは専用軌道上にあった。当停留場は高床ホームであり、ステップを用いずに乗降することができたが、ステップなしの車両で運行される急行（1981年廃止）や準急も利用者数が少なかったため通過していた。無人駅であり、駅付近の周辺人口は多くなかった。
蹴上 - 九条山間では東山を越えるべく66.7‰の急勾配があったが、九条山駅はその峠に設けられており、京津線の駅では最も標高が高かった。
駅西側には渡り線があり、緊急時の折り返しに用いられていた。また廃止後には、解体車両の留置場とされていたこともあった。

## 停留場周辺
東山ドライブウェイと立体交差する地点の南側にあり、京阪京津線に沿って三条通（京都府道143号線）が並行する。停留場は日岡峠内にあるため民家や店舗は少ないが、近隣には史跡が点在する。
- 京都東山老年サナトリウム
- 粟田口刑場跡
- 日岡峠修路碑[5]
- 日岡峠人馬道碑[6] - 付近に「車石」の銘板がある[6]。
- 日ノ岡一切経谷町地蔵堂
- 東山ドライブウェイ
- 三条通（京都府道143号四ノ宮四ツ塚線）
- 京阪バス「九条山」停留所[7]

## 廃止後
乗降客数は廃止区間で最低だったこともあり、東西線開業に際しては当停留場の代替駅は設置されなかった。なお、廃線後は三条通の拡幅に供されており、北行き車線の一部となっている。

## 隣の停留場
京阪電気鉄道
京津線
蹴上駅 - 九条山駅 - 日ノ岡駅